# 핀란드의 의회의장
의회의장(핀란드어: Eduskunnan puhemies 에두스쿠난 푸헤미에스[*])은 핀란드 의회의 수장으로 해마다 그해 첫 총회 때 의원들의 간접선거로 선출된다. 의장은 의사 진행 뿐 아니라 국제적으로 의회를 대표하며 여러 의회간 조직에 가맹한다.
의장을 뽑을 때 부의장 두 명이 함께 뽑힌다. 의전상 공화국 대통령 다음가는 직책으로, 실제 권력자인 총리보다 공식 서열은 더 높다.
현임 의장은 핀인당의 마리아 로헬라다.

## 역대 의회의장
| 성명                       | 사진                  | 임기          | 정당 | 정당              |
| -------------------------- | --------------------- | ------------- | ---- | ----------------- |
| 페르 에빈드 스빈후부드     |                       | 1907년–1912년 |      | 청년 핀란드당     |
| 오스카리 토코이            |                       | 1913년        |      | 사회민주당        |
| 카를로 유호 스톨베리       |                       | 1914년        |      | 청년 핀란드당     |
| 쿨레르보 만네르            |                       | 1917년        |      | 사회민주당        |
| 요하네스 루드손            |                       | 1917년        |      | 청년 핀란드당     |
| 라우리 잉만                |                       | 1918년        |      | 핀란드당          |
| 에른스트 네반린나          |                       | 1918년        |      | 핀란드당          |
| 파보 비르쿠넨              |                       | 1918년        |      | 핀란드당          |
| 라우리 크리스티안 렐란데르 |                       | 1919년–1920년 |      | 핀란드당          |
| 퀴외스티 칼리오            |                       | 1920년        |      | 농업동맹          |
| 배이뇌 부올리요키          |                       | 1921년        |      | 사회민주당        |
| 퀴외스티 칼리오            |                       | 1922년        |      | 농업동맹          |
| 배이뇌 부올리요키          |                       | 1922년        |      | 사회민주당        |
| 파보 비르쿠넨              |                       | 1923년        |      | 국민연합당        |
| 퀴외스티 칼리오            |                       | 1924년–1925년 |      | 농업동맹          |
| 배이뇌 부올리요키          |                       | 1925년        |      | 사회민주당        |
| 파보 비르쿠넨              |                       | 1926년        |      | 국민연합당        |
| 퀴외스티 칼리오            |                       | 1927년        |      | 농업동맹          |
| 파보 비르쿠넨              |                       | 1928년        |      | 국민연합당        |
| 퀴외스티 칼리오            |                       | 1929년        |      | 농업동맹          |
| 파보 비르쿠넨              |                       | 1929년-1930년 |      | 국민연합당        |
| 유호 수닐라                |                       | 1930년        |      | 농업동맹          |
| 퀴외스티 칼리오            |                       | 1930년-1936년 |      | 농업동맹          |
| 배이뇌 하킬라              |                       | 1936년–1944년 |      | 사회민주당        |
| 카를아우구스트 파게르홀름  |                       | 1945년–1947년 |      | 사회민주당        |
| 우르호 케코넨              |                       | 1948년–1950년 |      | 농업동맹          |
| 카를아우구스트 파게르홀름  |                       | 1950년–1956년 |      | 사회민주당        |
| 비에노 유시 숙셀라이넨     |                       | 1956년–1957년 |      | 농업동맹          |
| 카를아우구스트 파게르홀름  |                       | 1957년        |      | 사회민주당        |
| 비에노 유시 숙셀라이넨     |                       | 1958년        |      | 농업동맹          |
| 카를아우구스트 파게르홀름  |                       | 1958년-1961년 |      | 사회민주당        |
| 카우노 클레몰라            |                       | 1962년–1965년 |      | 농업동맹 → 중앙당 |
| 카를아우구스트 파게르홀름  |                       | 1965년        |      | 사회민주당        |
| 라파엘 파시오              |                       | 1966년        |      | 사회민주당        |
| 요하네스 비롤라이넨        |                       | 1966년–1968년 |      | 중앙당            |
| 비에노 유시 숙셀라이넨     |                       | 1968년–1969년 |      | 중앙당            |
| 라파엘 파시오              |                       | 1970년–1972년 |      | 사회민주당        |
| 비에노 유시 숙셀라이넨     |                       | 1972년–1975년 |      | 중앙당            |
| 베이코 헬레                |                       | 1976년–1977년 |      | 사회민주당        |
| 아흐티 페칼라              |                       | 1978년–1979년 |      | 중앙당            |
| 요하네스 비롤라이넨        |                       | 1979년–1982년 |      | 중앙당            |
| 에르키 퓌스튀넨            |                       | 1983년–1986년 |      | 국민연합당        |
| 일카 수오미넨              | Ilkka Suominen (2009) | 1987년        |      | 국민연합당        |
| 마티 아흐데                |                       | 1987년–1988년 |      | 사회민주당        |
| 칼레비 소르사              |                       | 1989년–1990년 |      | 사회민주당        |
| 에스코 아호                |                       | 1991년        |      | 중앙당            |
| 일카 수오미넨              | Ilkka Suominen (2009) | 1991년–1993년 |      | 국민연합당        |
| 리타 우오수카이넨          |                       | 1994년        |      | 국민연합당        |
| 파보 리포넨                |                       | 1995년        |      | 사회민주당        |
| 리타 우오수카이넨          |                       | 1995년-1999년 |      | 국민연합당        |
| 유카 미콜라                |                       | 1999년        |      | 사회민주당        |
| 리타 우오수카이넨          |                       | 1999년-2003년 |      | 국민연합당        |
| 안넬리 얘텐매키            |                       | 2003년        |      | 중앙당            |
| 리사 야콘사리              |                       | 2003년        |      | 사회민주당        |
| 파보 리포넨                |                       | 2003년–2007년 |      | 사회민주당        |
| 티모 칼리                  |                       | 2007년        |      | 중앙당            |
| 사울리 니니스퇴            |                       | 2007년–2011년 |      | 국민연합당        |
| 벤 취스코비츠              |                       | 2011년        |      | 국민연합당        |
| 에로 헤이낼루오마          |                       | 2011년–2015년 |      | 사회민주당        |
| 유하 시필래                |                       | 2015년        |      | 중앙당            |
| 마리아 로헬라              |                       | 2015년–현임   |      | 핀인당            |

## 같이 보기
- 핀란드 의회
- 핀란드 국회